# Der Taucher (2019)
Der Taucher ist ein österreichischer Spielfilm von Günter Schwaiger aus dem Jahr 2019 mit Franziska Weisz, Julia Franz Richter, Alex Brendemühl und Dominic Marcus Singer. Die Premiere erfolgte am 24. Oktober 2019 im Rahmen der 53. Internationalen Hofer Filmtage. Am 25. November 2019, dem Internationalen Tag zur Beseitigung von Gewalt gegen Frauen, fand die Wien-Premiere statt. Der österreichische Kinostart war am 29. November 2019.

## Handlung
Eigentlich ist die Wienerin Irene eine starke und selbstbewusste Frau. Sie lebt mit ihrer 18-jährigen Tochter Lena auf Ibiza, die beiden haben ein inniges Verhältnis. Eines Tages kehrt Irenes früherer Partner, der Komponist und Musiker Paul, mit seinem Sohn Robert nach Ibiza zurück. Pauls Weltkarriere ist in Gefahr, weil er demnächst vor Gericht stehen soll, nachdem er Irene schwer misshandelt hatte. 
Paul versucht daher auf Irene mit allen Mitteln einzuwirken und sie zu manipulieren, damit sie ihre Anzeige zurückzieht. Fast scheint es, dass er damit Erfolg hat, da stellen sich sein Sohn Robert und Lena gegen ihn. Der Film erzählt die Geschichte eines Traumas aus den Perspektiven der vier Beteiligten. Jede steht für einen bestimmten Umgang mit der Gewalterfahrung, wie Leugnen, Verdrängen, Widerstand und Resignation.

## Produktion und Hintergrund
Die Dreharbeiten fanden im Februar und März 2018 statt, gedreht wurde auf Ibiza. Unterstützt wurde der Film vom Österreichischen Filminstitut, von Land und Stadt Salzburg, beteiligt war der Österreichische Rundfunk. 
Produziert wurde der Film von der Günter Schwaiger Film Produktion, Ko-Produzent war die Extrafilm. Für Ton zeichnete Miguel Rejas verantwortlich, für das Kostümbild Esther Sancho, für das Szenenbild Cristina Guisado García und für die Maske Regina Breitfellner.
Für den aus Salzburg stammenden und teilweise in Spanien lebenden Regisseur Günter Schwaiger ist dies der erste Spielfilm. Seit 1993 ist er als Regisseur und Produzent von Kurz- und Dokumentarfilmen tätig, sein Dokumentarfilm Martas Koffer (2013) behandelt ebenfalls das Thema der häuslichen Gewalt.

## Auszeichnungen und Nominierungen
Diagonale 2020
- Auszeichnung mit dem  Diagonale-Schauspielpreis (Julia Franz Richter)[8]

Österreichischer Filmpreis 2021
- Nominierung in der Kategorie Beste weibliche Darstellerin  (Julia Franz Richter)[9][10]